# Distrito de Port-de-Paix
El distrito de Port-de-Paix (en francés arrondissement de Port-de-Paix; y en criollo haitiano: awondisman Pòdpè) es una división administrativa haitiana, que está situada en el departamento de Noroeste.

## División territorial
Está formado por el reagrupamiento de cuatro comunas:
- Bassin-Bleu
- Chansolme
- Lapointe
- La Tortuga
- Port-de-Paix